# 哈費里德河
52°21′32″N 9°32′27″E / 52.358863°N 9.540751°E

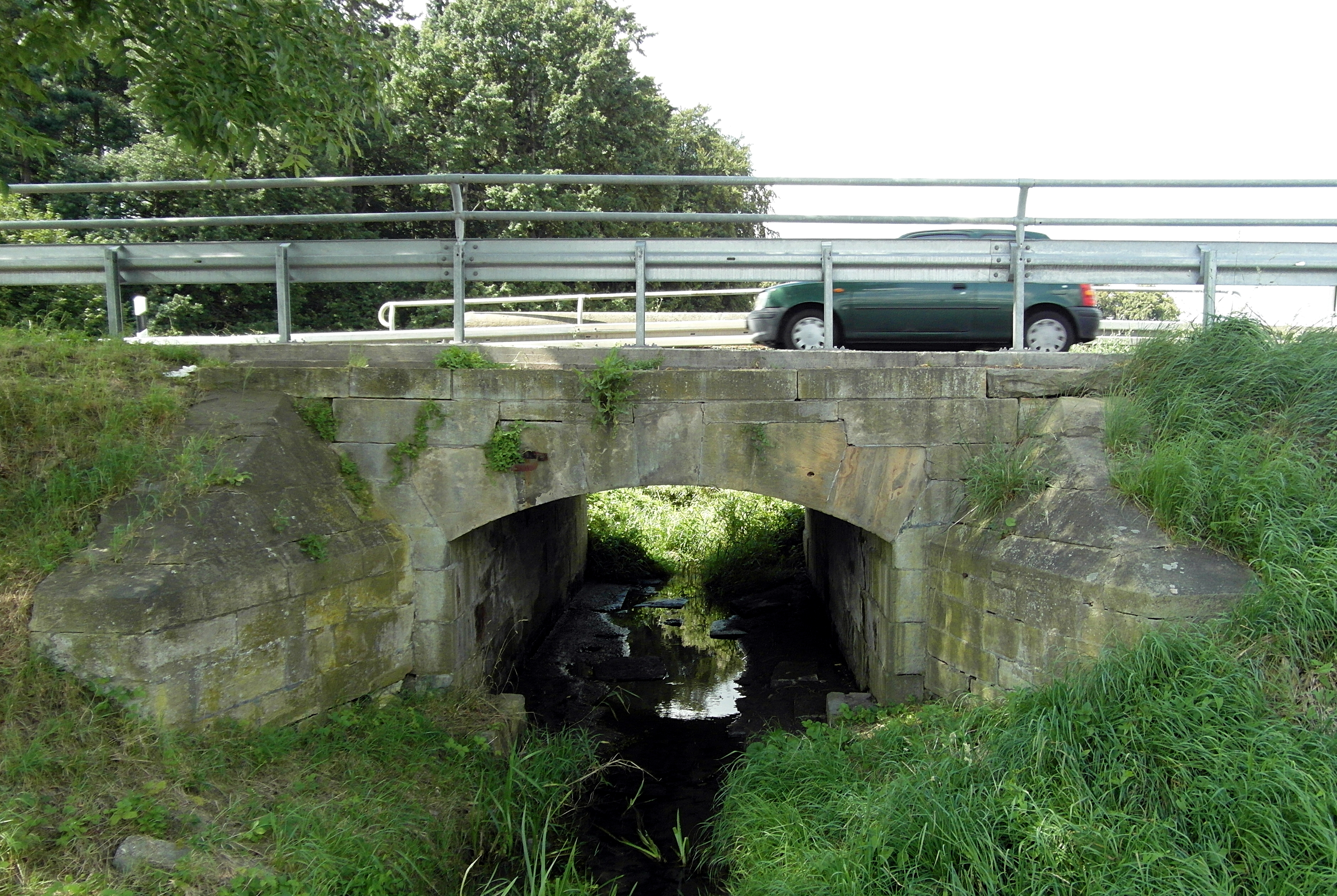
哈費里德河

哈費里德河（德語：Haferriede），是德國的河流，位於該國西北部，由下薩克森州負責管轄，屬於默瑟克河的左支流，河道全長11.2公里，流域面積23.6平方公里，發源自蓋爾登以南。